# Hammels
Hammels is een buurt in Rockaway Beach, Queens in de Amerikaanse stad New York. De buurt ligt ten westen van Arverne en ten oosten van Seaside en wordt doorkruist door Beach 84th Street en Beach Channel Drive. Centraal in de wijk staat Hammel Houses, een appartementencomplex uit 1955.

## Etymologie
Hammels is vernoemd naar de oorspronkelijk uit Duitsland afkomstige landeigenaar Louis Hammel (1836–1904).

## Geschiedenis
In eerste instantie was Hammels, net als andere delen van Rockaway, vooral een zomers toeristenoord buiten de stadsgrenzen van New York. De bebouwing bestond dan ook uit houten huisjes en pieren. In de loop van de 19e eeuw opende Garret Eldert een hotel genaamd Eldert House in Hammels aan Beach 85th Street. Louis Hammel nam het hotel in 1869 over, maar had zelf ook een hotel langs de kust van de Jamaica Bay. Na het openen van de spoorbrug tussen Queens en Manhattan, bediende de New York, Woodhaven & Rockaway Railroad (later de Long Island Rail Road) Hammels en het hotel door middel van station Hammels. Een aanlegsteiger nabij het hotel, bekend als Fifth Landing, werd geregeld gebruikt door stoomboten van de Iron Steamboat Company. In 1897 ging Hammels samen met het aangrenzende Holland op in het dorp Rockaway Beach. Een jaar later ging Rockaway Beach op zijn beurt op in Queens en werd daarmee onderdeel van de stad New York.
In de loop van de 20e eeuw nam het toerisme in Rockaway (en daarmee ook Hammels) af en kreeg de wijk steeds meer vaste bewoners, mede te danken aan de goede spoorverbinding. In 1952 werd de grond voor Hammel Houses (zie hieronder) bouwrijp gemaakt en in 1964 werd bijna de hele buurt herbouwd.

## Hammel Houses
Hammel Houses is een appartementencomplex uit 1955 van de New York City Housing Authority (NYCHA) tussen Beach 81st Street en Beach 86st Street. Het complex bestaat uit 14 gebouwen en 712 appartementen, en huisvest ruim 2000 bewoners. Naast het complex, op de hoek van Beach 83rd Street en Rockaway Beach Boulevard, ligt een grote speeltuin genaamd Hammel Playground (t/m medio 1987: Hammel Houses Playground). De speeltuin werd in 1998 grondig gerenoveerd voor een bedrag van 73.050 dollar en beschikt over onder andere diverse soorten schommels, handbal- en drie basketbalvelden.

## Educatie
Er is een basisschool in de wijk: de Dr. Richard Green School.

## Verkeer en vervoer

### Metrolijnen
Lijn A en de Rockaway Park Shuttle van de metro van New York rijden door/langs Hammels. Er is echter geen halte langs de lijnen.

### Spoorlijnen
Van 1880 tot en met 1941 had Hammels een station aan de spoorlijn van de New York, Woodhaven & Rockaway Railroad (later de Long Island Rail Road). Naast bestemmingsverkeer diende het station sinds ergens na 1887 als overstappunt tussen de spoorlijn naar Rockaway Park enerzijds en die naar Far Rockaway anderzijds. In 1940 werd besloten om de lijn grondig te renoveren en over een viaduct te laten lopen, en tevens geschikt te maken voor metrovervoer. Station Hammels werd in 1941 gesloten en niet heropend aan de vernieuwde lijn.
Het enige wat nog aan het station herinnert is de zogenaamde Hammels Wye ter hoogte van het voormalige station. Hammels Wye is het punt waar de sporen naar Rockaway Park en Far Rockaway splitsen, voorzien van een spooraansluiting die het mogelijk maakt om metro's van Rockaway Park naar Far Rockaway te laten gaan (al wordt de aansluiting in de praktijk slechts zelden gebruikt).

## Bezienswaardigheden
- Saint Rose of Lima Church, een katholieke kerk uit 1907 aan Beach 84th Street;
- Temple of Israel, een voormalige synagoge, thans een kerk, uit 1922 aan Beach 84th Street;
- Historische houten huizen langs een van de pieren.

## Galerij

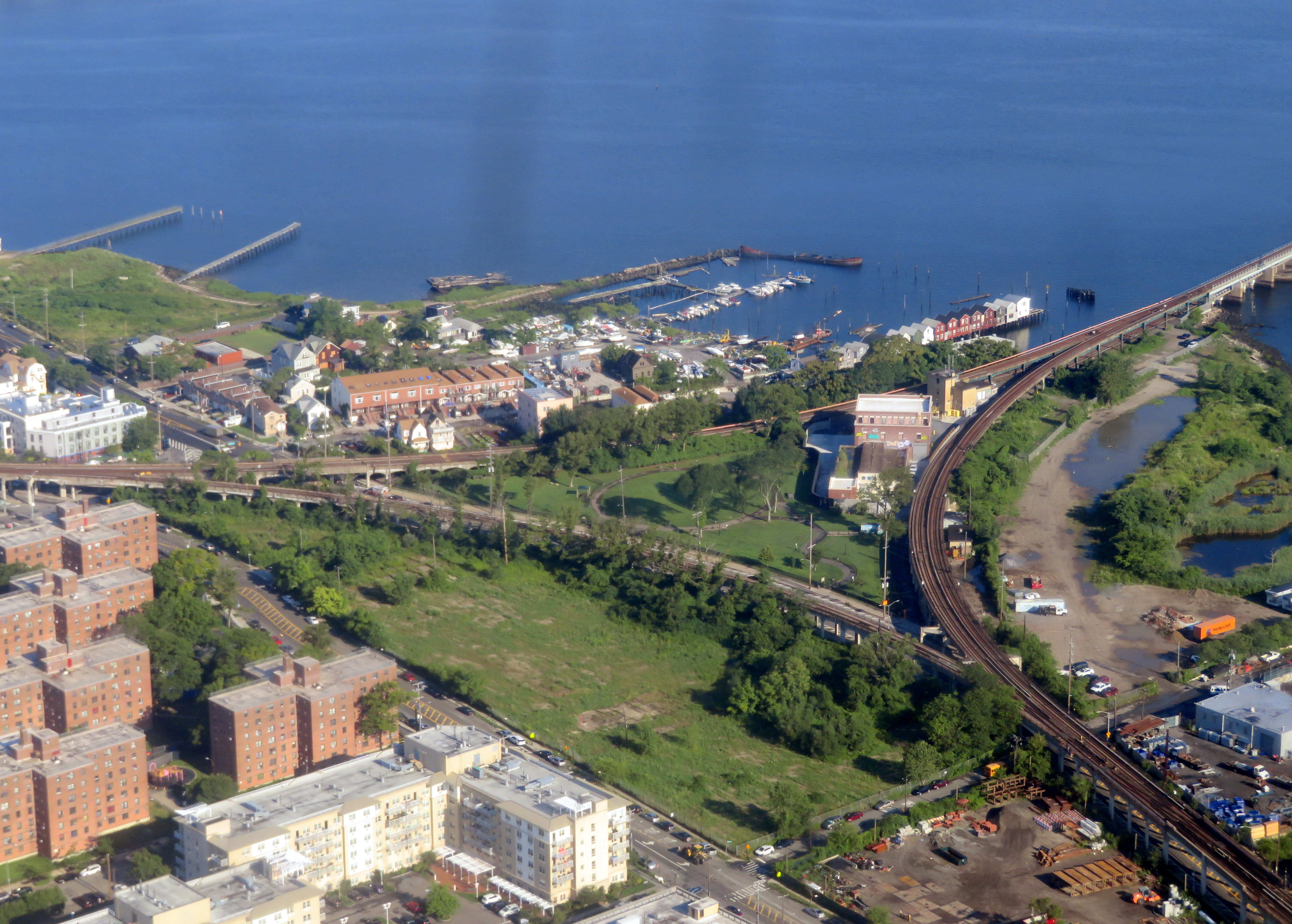
Hammels Wye, splitsing van metrosporen ter hoogte van voormalig station Hammels (2019)
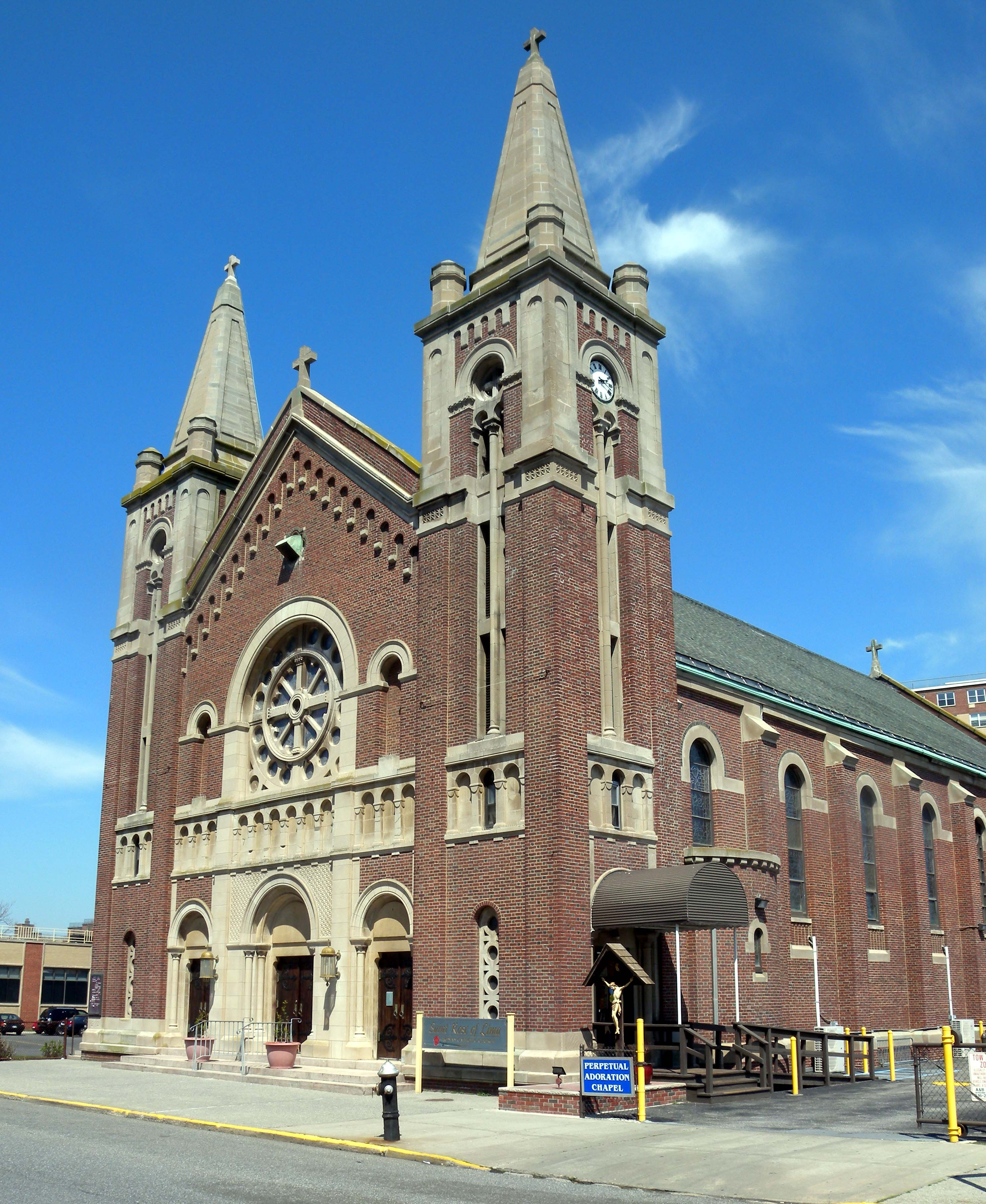
Saint Rose of Lima Church (2009)
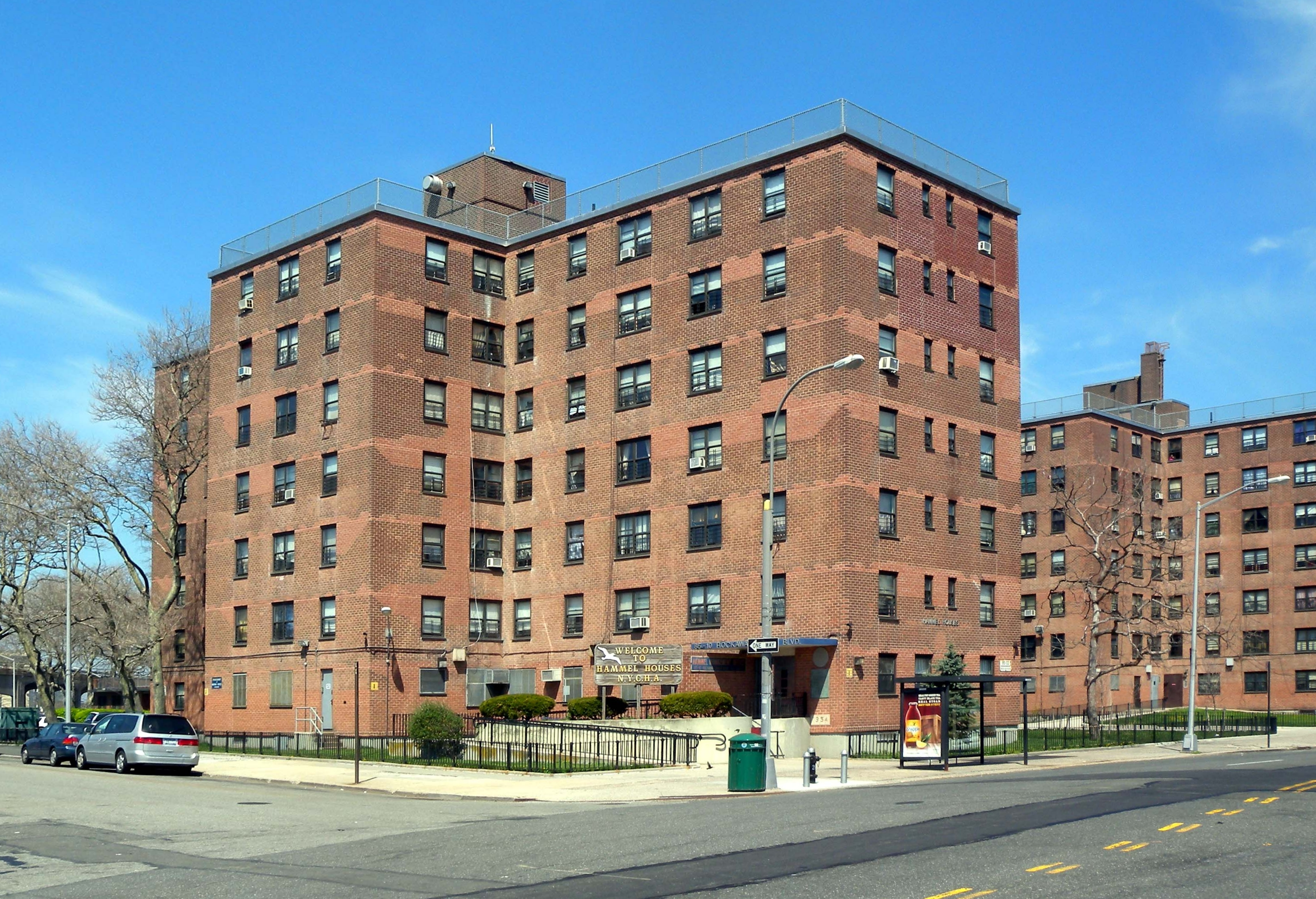
Hammel Houses (2009)
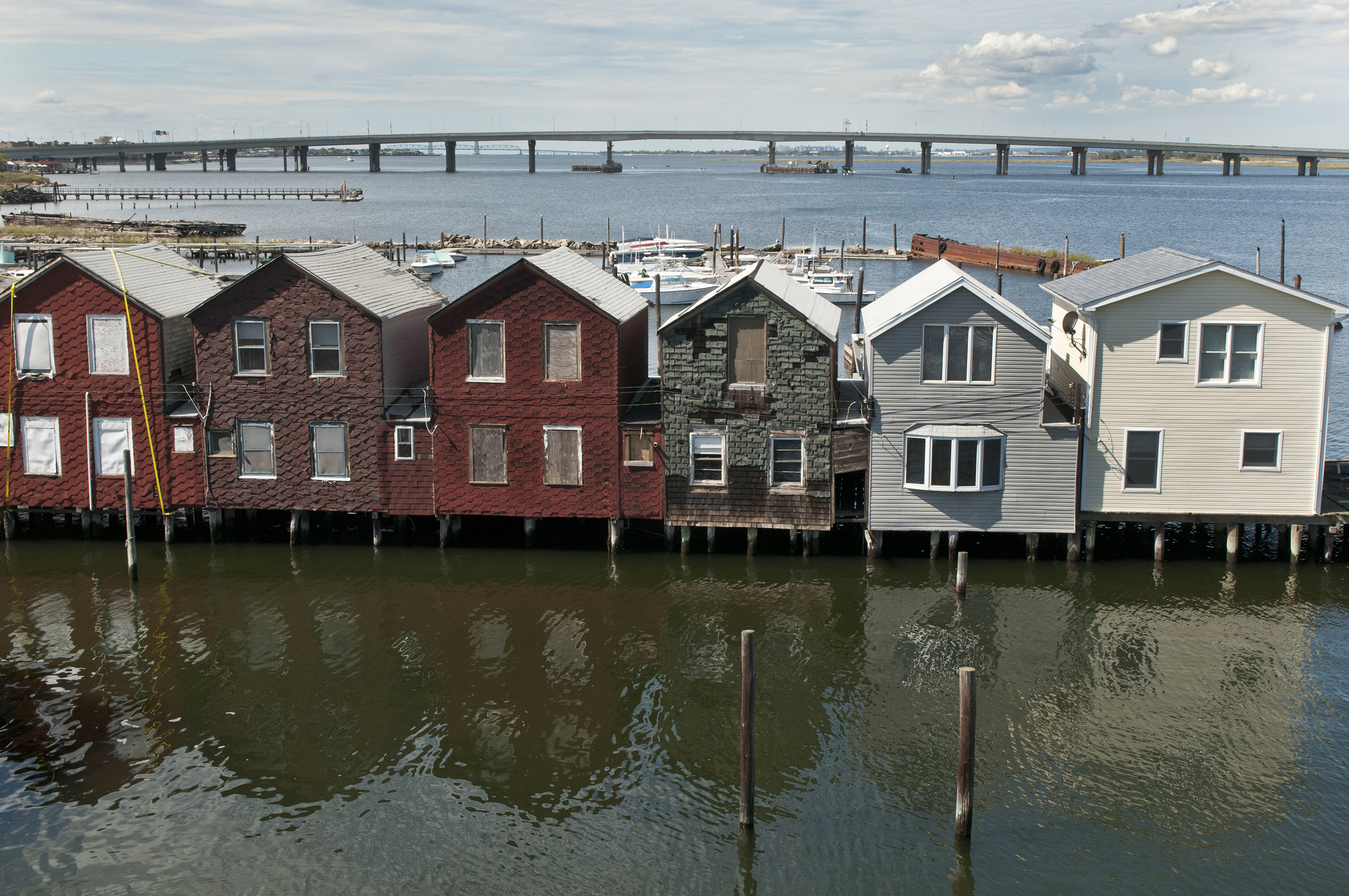
Houten huizen langs een van de pieren (2011)
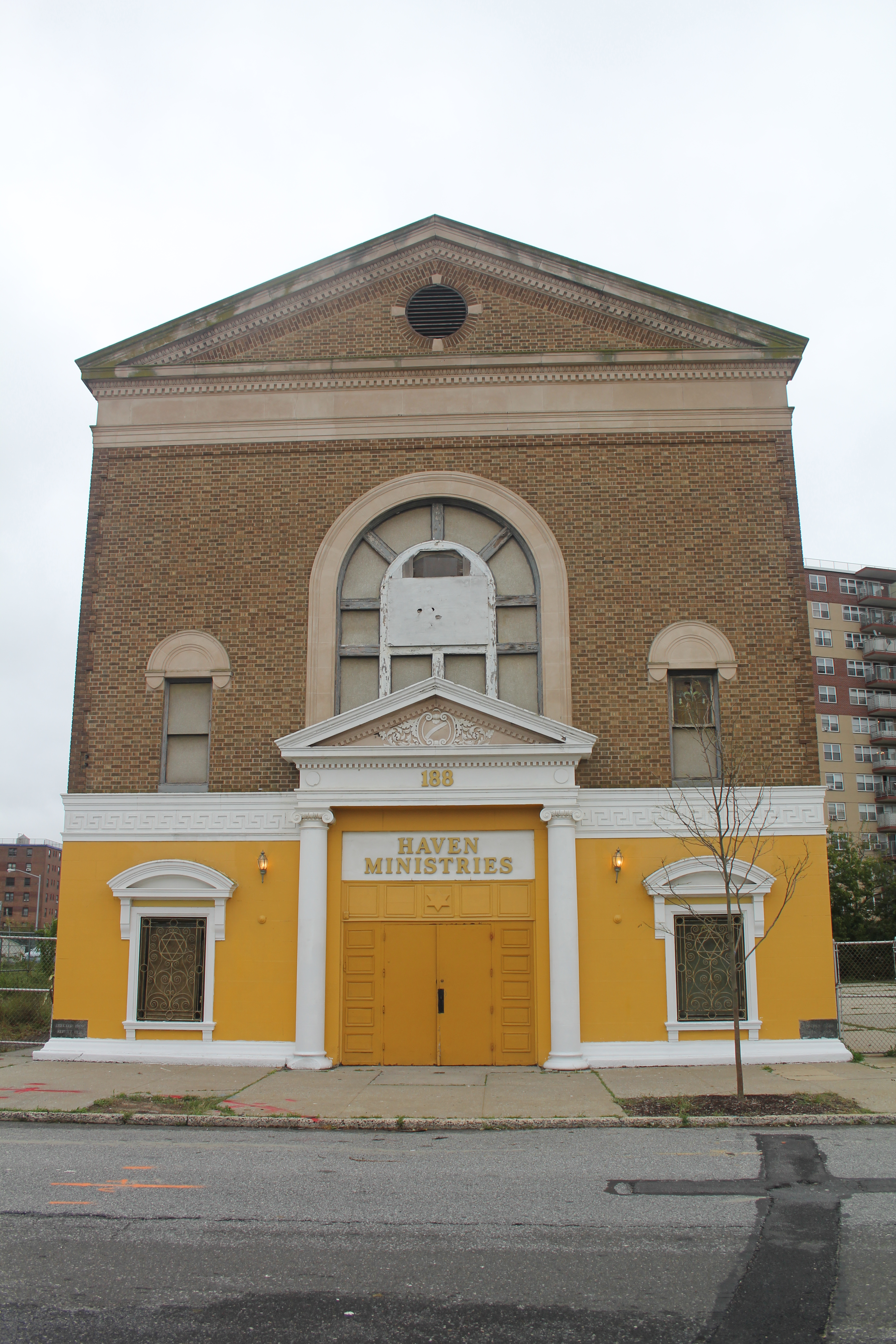
Voormalige synagoge; thans een kerk (2015)
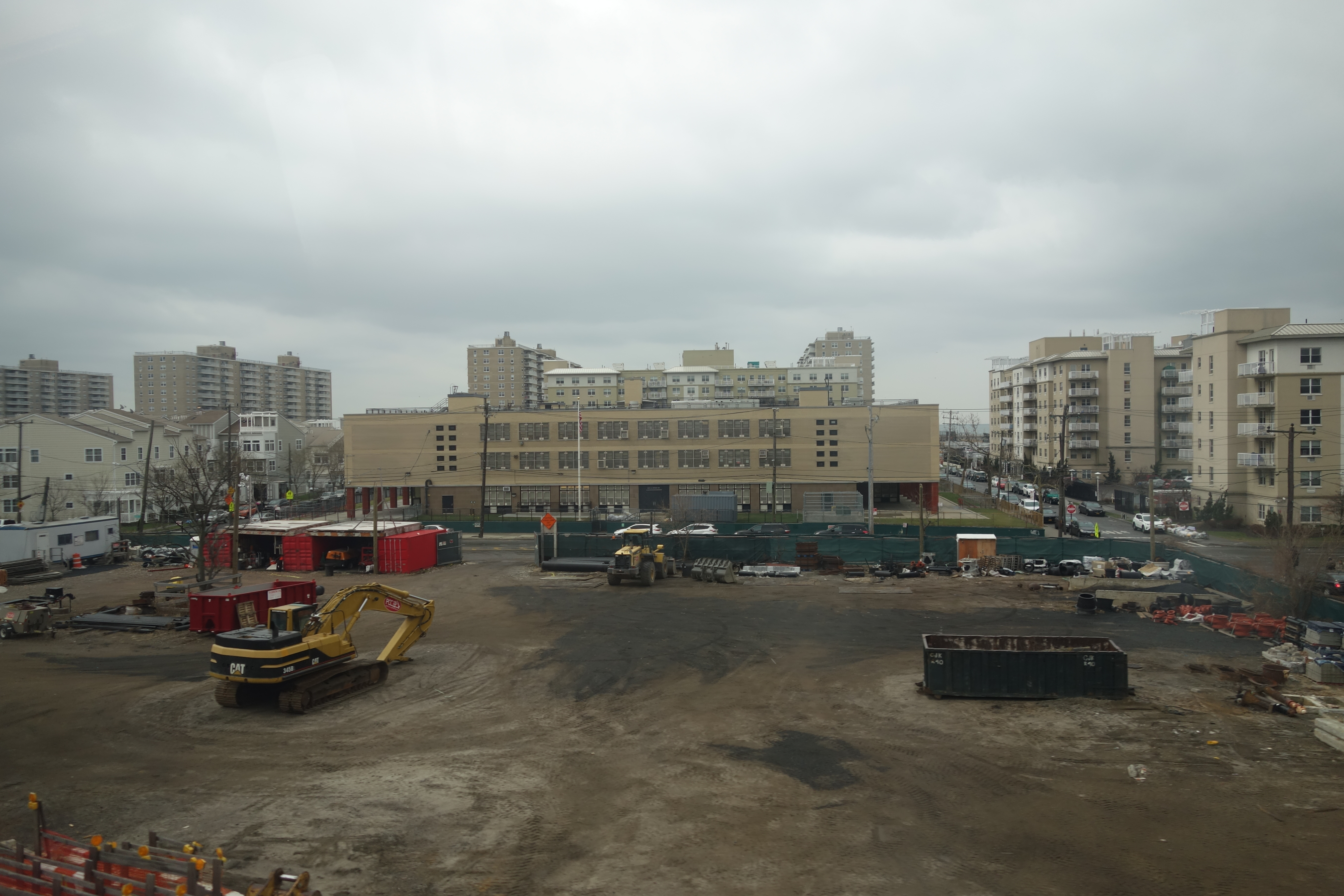
Dr. Richard Green School (midden op de foto - 2018)